# Mark Ryden
Mark Ryden, född 1963 i Medford i Oregon, är en amerikansk konstnär. Ryden räknas konstnärligt till "Lowbrow"-rörelsen, som också kallas popsurrealism och skapats av bland andra Big Daddy Roth och Robert Williams.
Ryden har bland annat skapat bilder som används av ett stort antal musiker som omslagsbild på respektive album.